# Отделение
Отделението е тактическо подразделение в състава на взвода. Състои се от 8 – 12 войници.
То е организационна единица в мотострелковите (пехотните) и специалните войски и подразделенията за осигуряване и обслужване. Командир е ефрейтор или подофицер.
В армията на Обединеното кралство е по-известно като отряд или екип – състои се от 8 до 14 души (това се равнява на 4 – 5 стрелкови екипа) и е също съставна част на взвода. Обикновено в отряда има поне 2 сержанти и командир е старши сержант или старшина.